# وودباین (جورجیا)
وودباین، جورجیا (به انگلیسی: Woodbine, Georgia) یک شهر در ایالات متحده آمریکا با جمعیت ۸٬۲۲۲ نفر است که در جورجیا واقع شده‌است.

## موقعیت جغرافیایی
موقعیت جغرافیایی شهرها و مناطق اطراف به شرح زیر است: